# 最高人民法院执行局
最高人民法院执行局，位于北京市东城区东交民巷27号，是中华人民共和国最高人民法院内设机构。

## 沿革
1995年3月，最高人民法院成立最高人民法院执行工作办公室。当时受《中华人民共和国民事诉讼法》中规定的“基层人民法院、中级人民法院根据工作需要，可以设立执行机构”的制约，最高人民法院执行机构名称定为执行工作办公室。执行工作办公室成立后，开展了制度建设、队伍培训、集中清理执行积案、立法调研等指导工作以及个案监督协调工作。
2000年12月4日，《最高人民法院机关内设机构及新设事业单位职能》（法发〔2000〕30号）发布，其中规定最高人民法院机关内设机构有执行工作办公室，职能是：
1. 执行最高人民法院一审生效法律文书及法律规定应当由最高人民法院执行的其他生效法律文书，必要时组织或参加下级法院重大疑难案件的执行工作。
2. 办理当事人对高级人民法院在执行过程中作出的拘留、罚款决定不服，按照民诉法的规定向本院申请复议的案件。
3. 审查、监督立案庭移送的当事人或案外人提出的各级人民法院执行案件过程中存在违法执行或消极执行问题的执行案件。
4. 协调处理法院间在跨省(自治区、直辖市)执行过程中发生的争议案件；协调处理执行过程中突发的暴力抗法事件；协调处理高级人民法院报送的执行法院与公安、检察、工商、银行、税务、海关、部队等有关部门或其他执法机关在执行过程中发生冲突的案件。
5. 组织全国法院统一的执行行动[3]。

2007年10月，第十届全国人民代表大会常务委员会第三十次会议通过了关于修改《中华人民共和国民事诉讼法》的决定，新法规定“人民法院根据需要可以设立执行机构”，这为最高人民法院设立执行机构提供了法律依据。
2008年9月，最高人民法院执行工作办公室更名为最高人民法院执行局。
2014年12月24日，最高人民法院在北京举办了执行指挥办公室挂牌暨执行指挥系统开通活动。

## 职能
2008年最高人民法院执行工作办公室更名为最高人民法院执行局后，具体职责是：
1. 执行最高人民法院第一审生效的判决、裁定及调解协议中关于财产的决定；
2. 执行法律规定由最高人民法院执行的其他法律文书；
3. 承办依法监督和指导地方各级人民法院执行工作的有关事项；
4. 协调解决跨省、自治区、直辖市的民事、行政、海事以及刑事附带民事案件判决、裁定中的执行争议；
5. 参与起草有关司法解释[2]。

目前执行局“主要负责执行法律规定由最高人民法院执行的法律文书；依法办理执行复议案件及不服下级法院生效裁判的执行监督案件；协调解决跨省、直辖市、自治区执行案件中的有关争议；审查处理执行来信来访及最高人民法院办理的执行申诉案件；指导全国法院执行信息化建设。”

## 历任领导
| 局长 …… - 俞灵雨（2004年4月—2008年，审判委员会委员兼执行工作办公室主任） - 俞灵雨（2008年—2011年，审判委员会委员兼） - 卫彦明（2011年4月—2012年12月，审判委员会委员兼） - 刘贵祥（2013年5月—2016年7月，2013年5月起为审判委员会委员兼，2014年4月起为审判委员会副部级专职委员兼） - 孟祥（2016年7月—2021年7月） | 副局长 …… - 葛行军（？—？，执行工作办公室副主任） - 鲍圣庆（？—？，执行工作办公室副主任） - 吴少军（？—？） - 俞宏武（？—？） - 张根大（？—？） - 赵晋山（？—？） - 何东宁（？—） - 周翔（？—？） - 黄金龙（？—） - 刘雅玲（？—） |